# بيبي غراي
بيبي غراي (بالألمانية: Baby Gray)‏ هي ممثلة ألمانية، ولدت في 20 ديسمبر 1907 ببرلين في ألمانيا، وتوفيت في 2000.

## وصلات خارجية
- بيبي غراي على موقع IMDb (الإنجليزية)
- بيبي غراي على موقع ديسكوغز (الإنجليزية)
- بيبي غراي على موقع قاعدة بيانات الفيلم (الإنجليزية)
- بيبي غراي على موقع كينوبويسك (الروسية)